# Kabinett Cairoli III
Das Kabinett Cairoli III regierte das Königreich Italien vom 25. November 1879 bis zum 29. Mai 1881. Ministerpräsident war Benedetto Cairoli, der nach einigen personellen Umbesetzung im Vorgängerkabinett Depretis II das Amt weiterführte.
Das Kabinett Cairoli III war das 20. Kabinett des Königreiches und wurde von der „Historischen Linken“ (italienisch Sinistra storica) gestützt. Es war 1 Jahr, 6 Monate und 4 Tage im Amt und die längste und zugleich letzte von Cairoli angeführte Regierung. Nachdem die Regierung bei der Haushaltsdebatte in der Abgeordnetenkammer am 29. April 1880 eine Abstimmungsniederlage einstecken musste, reichte Cairoli seinen Rücktritt ein. König Umberto I. lehnte den Rücktritt jedoch ab und löste stattdessen das Parlament der XIII. Legislaturperiode auf. Nach der Wahl im Mai 1880 fand das Kabinett Cairoli III in der XIV. Legislaturperiode neue Unterstützung und regierte noch ein Jahr lang. Im April 1881 trat die Regierung erneut zurück, als der Regierungskurs in der Frage der Besetzung Tunesiens durch Frankreich, der in der Folge zum Bardo-Vertrag führte, einem parlamentarischen Misstrauensvotum nicht überstand. Wieder lehnte der König den Rücktritt ab. Nachdem ein vom Abgeordneten Quintino Sella vorgeschlagener Kompromiss in der Frage von der Regierung abgelehnt wurde, beauftragte Umberto I. Agostino Depretis mit der Bildung einer neuen Regierung aus der das Kabinett Depretis IV hervorging.

## Minister

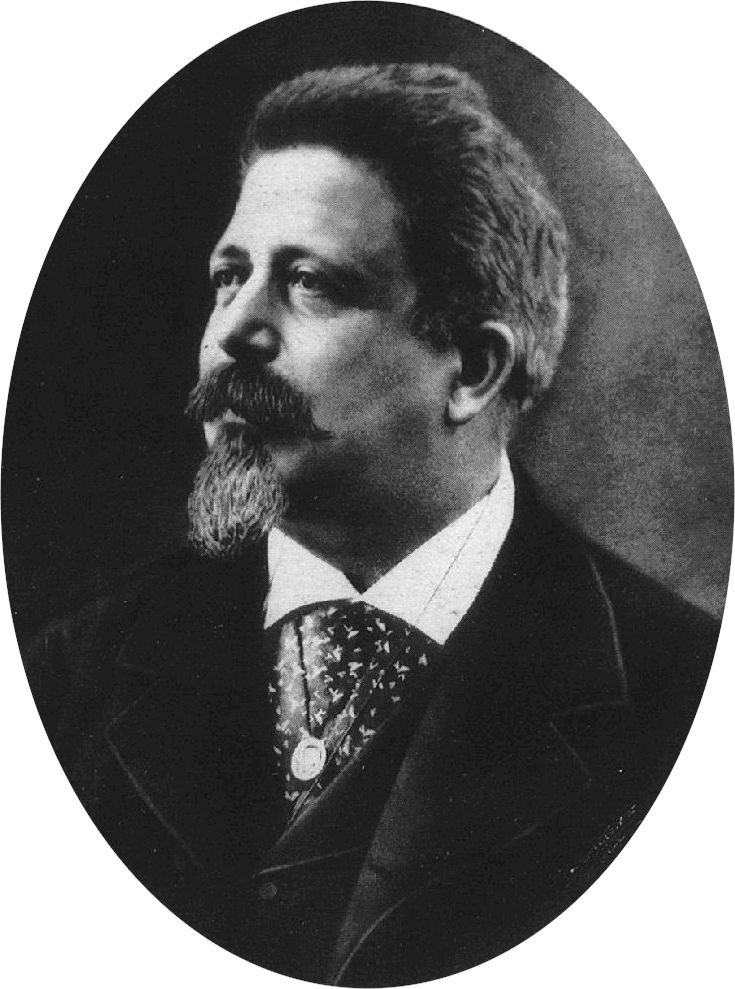
Benedetto Cairoli

| Ministerien                          | Name |
| ------------------------------------ | --- |
| Ministerpräsident                    | Benedetto Cairoli |
| Äußeres                              | Benedetto Cairoli |
| Inneres                              | Agostino Depretis |
| Justiz und Kirchenangelegenheiten    | Tommaso Villa |
| Krieg                                | Cesare Bonelli (bis 12. Juli 1880) Ferdinando Acton (ab 13. Juli 1880) Bernardino Milon (ab 27. Juli 1880) Emilio Ferrero (ab 26. März 1881) |
| Marine                               | Ferdinando Acton |
| Finanzen                             | Agostino Magliani |
| Schatz                               | Agostino Magliani (geschäftsführend) |
| Öffentliche Arbeiten                 | Alfredo Baccarini |
| Bildung                              | Francesco De Sanctis (bis 1. Januar 1881) Guido Baccelli (ab 2. Januar 1881)                                                                 |
| Landwirtschaft, Industrie und Handel | Luigi Miceli |